# La Brea y Pariñas
El complejo industrial La Brea y Pariñas es el nombre de un complejo petrolífero que explotaba los yacimientos situados en la pampa La Brea y la quebrada Pariñas, en la provincia de Talara, departamento de Piura, en el norte del Perú. A partir de 1890 fue explotada por la empresa anglo-estadounidense London Pacific Petroleum Co., y de 1914 a 1968 por la compañía estadounidense International Petroleum Company (IPC), subsidiaria de la Standard Oil de New Jersey. Los yacimientos cobraron notoriedad a partir de 1911, cuando se descubrió que sus propietarios y arrendatarios explotaban muchísimos más lotes o pertenencias que las registradas originalmente, pese a lo cual, se negaron a pagar los impuestos a los que estaba obligada según las leyes peruanas. Incluso, la IPC logró ventajosas excepciones tributarias y de otra índole, arrancadas a gobiernos pronorteamericanos a lo largo de varias décadas. Ha sido, hasta ahora, el caso más escandaloso ocasionado por la penetración del capitalismo anglo-estadounidense en el Perú, lo cual tuvo un considerable influjo en la vida política de este país. En 1968, el gobierno del general Juan Velasco Alvarado ocupó militarmente las instalaciones de la IPC en Talara, poniendo fin al problema. Sin embargo, la empresa nunca pagó sus adeudos con el Estado peruano y fue beneficiaria de una indemnización posterior pagada por el estado peruano .

## Historia

### Los orígenes
La historia de estos yacimientos empieza durante los años iniciales de la República, época en que fueron cambiando varias veces de propietario, hasta que en 1873 pasó a poder de Genaro Helguero. 
A partir de los años 1880, posteriores a la Guerra del Pacífico, Helguero entró en tratos con los capitalistas ingleses, interesados en los yacimientos petrolíferos; empezó también a sanear y revalidar sus títulos sobre los terrenos. En 1888, el juez de Paita, por disposición del gobierno de entonces (el de Andrés A. Cáceres), ordenó medir las pertenencias de la Brea y Pariñas, constatándose la existencia de 10 pertenencias (cada pertenencia equivalía 10 mil metros cuadrados); e inscribiéndose así en el Padrón de Minas de Lima; se debía pagar 30 soles por cada pertenencia, como impuesto de ley. Esta mensura resultó errada, como después se descubriría, pues el terreno constaba en realidad de miles de pertenencias más; se ha aducido que el error se debió a la falta de pericia de los mensuradores o desconocimientos de las leyes sobre dicho tipo de mediciones; causa suspicacia, además, que el juez fuera un empleado de Helguero. Lo cierto es que a partir de este error se originó uno de los casos más espinosos que enfrentaría el Estado peruano con empresas trasnacionales.

### Irrupción del capitalismo inglés
El 3 de febrero de 1888, antes de cumplirse un mes de las mediciones del juez de Paita, Helguero vendió sus posesiones a Herbert Tweddle (estadounidense radicado en Inglaterra), por la cantidad de 18.000 libras esterlinas, operación que fue aprobada por el gobierno.
En 1889 se constituyó en Londres la London Pacific Petroleum Co.'' de la que Tweddle era el mayor accionista, el mismo que luego se asoció con el súbdito británico William Keswick. Ambos, por escritura pública del 24 de enero de 1890, dieron en arrendamiento por 99 años a la London Pacific las propiedades de La Brea y Pariñas. Ese mismo año, Keswick adquirió los derechos de su socio quedando como único dueño de la London Pacific.

### Estallido del pleito
El pleito estalló en 1911, cuando el ingeniero Ricardo A. Deustua hizo una denuncia pública, en el sentido de que la London Pacific explotaba muchísimas más pertenencias que las reconocidas por el juez de Paita y el gobierno en el año de 1888. Ante ello, el ministro de Fomento mandó nuevamente medir la propiedad, siendo los encargados de realizarla los ingenieros Héctor Boza y Alberto Jochamowitz. Estos, pese a sufrir la hostilidad de los ingleses, que ordenaron a la población negarles incluso comida y agua, culminaron la labor con éxito, encontrándose con la sorpresa de que la mina no tenía 10 sino nada menos que 41.614 pertenencias.
Por resolución del 15 de marzo de 1915, el primer gobierno de Óscar R. Benavides mandó inscribir la propiedad minera "La Brea" en el Padrón General de Minas, quedando su dueño obligado al pago del nuevo número de pertenencias remensuradas y cuyo monto arrojaba la cantidad de S/. 1'248,420 al año y no los S/. 300 que se había venido pagando. El historiador local Reynaldo Moya Espinoza en el Capítulo IX de su Historia de Talara escribe: "El ingeniero Deustua [quien fue quien con su denuncia pública inició todo] decía que en  1914  la London estaba operando sobre 1.000 pertenencias y había perforado 700 pozos. Eso hacía suponer que en realidad  el  canon  a  pagar  debió  ser de  S/. 30,000  anuales, pero las cosas no se plantearon  así  en  ese  tiempo", afirmando además el Sr. Moya lo exagerado de la pretensión del fisco, pues esos S/. 1'248,420 anuales calculados sobre las pertenencias tanto en producción como fuera de producción superaban con mucho a las utilidades que la empresa obtenía cada año.
Así calculado por el gobierno peruano, se adeudaba, en consecuencia, un millonario impuesto, que la London Pacific Petroleum se negó a pagar por lo exagerado. Más bien, en 1914, vendió sus derechos de arrendamiento a la compañía estadounidense International Petroleum Company (IPC), subsidiaria de la Standard Oil de New Jersey.  En 1924 la IPC se hizo dueña de los yacimientos, por compra que hizo a los herederos de William Keswick.
El segundo gobierno de José Pardo y Barreda (1915-1919) se vio obligado a encarar la solución de este asunto. Por su parte, la IPC hizo intervenir en su favor a los gobiernos de Estados Unidos y Gran Bretaña. El 26 de diciembre de 1918 las dos cámaras del Congreso del Perú aprobaron la Ley Nº 3106, que autorizaba al Estado a someter el asunto a un arbitraje internacional. De esa manera, el gobierno peruano se despojaba de sus facultades soberanas para resolver un asunto interno, llevándolo  a la jurisdicción internacional, lo que traería nefastas consecuencias.

### El Laudo de París o Ley de Petróleo de 1922
Pero sucedió entonces la ascensión al poder de Augusto B. Leguía, político notoriamente pronorteamericano, que no quiso cumplir con la ley congresal y prefirió llegar a un acuerdo transaccional. Este fue firmado el 2 de marzo de 1922, entre el canciller peruano Alberto Salomón y el representante inglés A. C. Grant Duff. Este Convenio Transaccional fue presentado al Tribunal Arbitral, que se reunió en París y estuvo conformado por el presidente de la Corte Federal Suiza y los representantes del gobierno peruano e inglés. El 24 de abril de dicho año de 1922, sin mayor discusión, aprobaron el Convenio Transaccional al que otorgaron el carácter de Laudo cuyas condiciones obligaban a las altas partes contratantes como solución a la controversia surgida.
Los acuerdos del llamado Laudo de París eran los siguientes:

1° Que la propiedad "La Brea y Pariñas" abarcaba el suelo y sub suelo o zona mineralizada comprendiendo una extensión de 41,614 pertenencias de 40,000 m2. cada una.

2° Que los herederos de don William Keswick y la “London Pacific", propietarios y arrendatarios respectivamente, abonarían durante un período fijo e inalterable de 50 años, a contar del 1° de enero de 1922 “por razón de canon de superficie, canon de producción, regalías y cualesquiera contribuciones o impuestos, lo siguiente:”
a.- Treinta soles al año por pertenencia en actual trabajo de extracción o perforación, al efectuarse el pago;
b.  Un sol al año por pertenencia que no se hallare en trabajo al tiempo de pago.
3°  Las pertenencias que dejaran de ser explotadas pagarían un sol, y las que fueran abandonadas, a juicio de los propietarios y concesionarios, no pagarían nada y pasarían a poder del gobierno.
4° Como único otro impuesto, los propietarios y arrendatarios pagarían al gobierno del Perú, el impuesto de exportación a los productos de la industria petrolera, según las leyes existentes, el que no podría ser aumentado durante veinte años.
5° Por concepto de contribuciones devengadas hasta el 31 de diciembre de 1921 y por todo otro cargo que pudiera existir en relación con "La Brea y Pariñas" los propietarios pagarían un millón de pesos, oro americano, la mitad al firmarse ese arreglo y la otra mitad cuando ese arreglo fuera incorporado en el Laudo arbitral.

6° El gobierno del Perú dejaba sin efecto las Resoluciones Supremas de 31 de marzo de 1911, 15 de marzo y 22 de mayo de 1915 y cualquiera otra posterior dada en relación con ese asunto.

Este laudo arbitral era a todos luces, adverso  a los intereses del Perú, pues establecía un régimen de excepción tributaria para los dueños y explotadores de La Brea y Pariñas. El Fisco dejó así de recibir sustanciosas cantidades de dinero como impuestos. El gobierno de Augusto B. Leguía sentó así un precedente de sumisión a los intereses estadounidenses que daría motivo a protestas nacionalistas a lo largo de varias décadas.
La IPC obtuvo más leyes favorables (la Ley 9485 de 1941; la Ley 11780 de 1952) y ventajosas excepciones en dichas leyes. El malestar popular causado por esta situación se convirtió en la bandera de lucha de jóvenes líderes como Héctor Cornejo Chávez, Alfonso Benavides Correa y Fernando Belaúnde Terry, que cimentaron su carrera política entre 1956 y 1962, reivindicando los derechos de la Nación sobre sus recursos.

### El Acta de Talara
En 1963 ganó las elecciones presidenciales el arquitecto Fernando Belaúnde Terry, una de cuyas promesas de su campaña electoral fue la solución del enojoso pleito de La Brea y Pariñas. Como primer paso envió al Congreso un proyecto para declarar nulo el Laudo de París y solicitó que los campos de La Brea y Pariñas pasaran a poder de la Empresa Petrolera Fiscal (entidad estatal). Atendiendo a este pedido, el Congreso dio la Ley Nº 14.696, que declaraba nulo ipso jure el Laudo, pero no se pronunció sobre el segundo punto. El Poder Ejecutivo promulgó la ley el 4 de noviembre de 1963, quedando así autorizado para buscar una solución al viejo problema. Finalmente, por Ley 16.674 del 26 de julio de 1967, se autorizó al gobierno la reivindicación de los yacimientos e instalaciones de la IPC contra los adeudos.
En julio de 1968 el gobierno inició tratos con la IPC. El 13 de agosto del mismo año ambas partes firmaron el Acta de Talara por el cual todos los campos petroleros pasaban a poder de la Empresa Petrolera Fiscal (EPF) a cuenta de los adeudos de la IPC, pero esta conservaba la refinería de Talara, el sistema de distribución nacional del combustible y el condominio en las llamadas Concesiones Lima. La IPC se obligaba a comprar todo el petróleo que la EPF le quisiera vender, para procesarla en su refinería de Talara. Todo lo cual iba contra las expectativas creadas por la Ley 16.674, que exigía la entrega de todas las instalaciones de la IPC por sus adeudos, pero por el momento el gobierno supo explotar el acuerdo como un gran éxito de su gestión.
El Acta fue firmada por el presidente Belaúnde, por el presidente del Senado Carlos Manuel Cox, por el presidente de la Cámara de Diputados Andrés Townsend Ezcurra y por los altos funcionarios de la IPC. Toda la prensa se hizo eco de este suceso y publicaron en primera plana el fin del "Problema de la Brea y Pariñas", contentando así a la opinión pública.

### El escándalo de la Página Once
Sin embargo, la opinión pública cambió de parecer cuando un sector de la prensa (la revista Oiga) dio a conocer las condiciones que había impuesto la IPC para la firma del Acta. El momento cumbre del escándalo llegó cuando el renunciante presidente de la EPF, ingeniero Carlos Loret de Mola, denunció que faltaba una página en el contrato de precios de petróleo crudo entre la EPF y la IPC (10 de setiembre de 1968). Esa fue la famosa "Página Once" que algunos le atribuyeron una gran importancia pues alegaban que contenía valiosa información sobre costos; otros adujeron que sólo era una página en blanco y hubo incluso algunos que negaron su existencia. Lo cierto es que sirvió de pretexto para que un grupo de oficiales del ejército, encabezados por el general Juan Velasco Alvarado, dieran un golpe de Estado menos de un mes después, acusando al gobierno de “entreguismo”.

### La ocupación militar de las instalaciones de Talara
El 9 de octubre de 1968, el Gobierno Revolucionario de la Fuerza Armada ordenó la toma de las instalaciones de la IPC en Talara, la misma que la realizaron las fuerzas de la Primera Región Militar con sede en Piura, al mando del general Fermín Málaga. Este hecho tuvo un gran impacto en el país y ayudó al gobierno a consolidarse en el poder. La fecha del 9 de octubre se celebró a lo largo del gobierno militar como el Día de la Dignidad Nacional. 
La IPC fue expulsada definitivamente del país, y aunque Velasco anunció reiteradamente que no pagaría ningún centavo de reparación a dicha empresa (que era filial de la Standard Oil de New Jersey), más tarde se supo que el gobierno negoció en secreto con la IPC, y que, mediante el Convenio De la Flor-Greene, el Perú pagó una indemnización global de 76 millones de dólares a todas las empresas estadounidenses o de propiedad de estadounidenses afectadas por las expropiaciones. En cuanto a los adeudos que la IPC tenía con el Estado (que contando desde el año 1924 se estimaban en 690 millones de dólares), estos nunca se pagaron. 
Con respecto a los yacimientos petrolíferos de La Brea y Pariñas, estos se encontraban ya en franca declinación productiva. La misma refinería de Talara ya para entonces estaba muy obsoleta. Teniendo como base todo ello, el gobierno militar creó la entidad Petróleos del Perú (PETRO-PERU), destinada a la explotación y comercialización de la riqueza petrolera.